# Judith Godrèche
Judith Godrèche (ur. 23 marca 1972 w Paryżu) – francuska aktorka filmowa.

## Życiorys
Debiutowała w kinie w 1985. Film Rozczarowanie (1990) przyniósł jej sławę oraz nominację do Cezara w kategorii najbardziej obiecującej aktorki.
W 1998 wyszła za mąż za komika Dany'ego Boona, którego poznała na planie komedii Bimboland. Małżeństwo to, z którego pochodzi syn Noé, zakończyło się rozwodem. Później Godrèche związała się z Maurice'em Barthélémym, aktorem, reżyserem i scenarzystą. Z tego związku pochodzi córka Tess, urodzona 19 kwietnia 2005.
Zasiadała w jury sekcji „Cinéfondation” na 55. MFF w Cannes (2002).

## Wybrana filmografia
- 1990: Rozczarowanie
- 1991: Ferdydurke
- 1993: Tango
- 1996: Śmieszność
- 1998: Bimboland
- 1998: Człowiek w żelaznej masce
- 1999: Entropia
- 2002: Smak życia
- 2005: No to pięknie